# Sándor Páll
Sándor Páll (Servisch: Шандор Пал, Šandor Pal) (Bačko Petrovo Selo, 15 februari 1954 - 7 juli 2010) was een Servisch literatuurwetenschapper, vertaler en politicus uit de Vojvodina met het Hongaars als moedertaal.
Hij studeerde Zuid-Slavische letterkunde aan de universiteit van Novi Sad, waar hij in 1988 doctoreerde. Vanaf 2004 was hij hoogleraar in de afdeling Servisch aan de faculteit filosofie van de universiteit van Novi Sad. Hij legde zich toe op de Joegoslavisch-Hongaarse betrekkingen op literair en cultureel vlak in de 18e en de 19e eeuw.
Páll was voorzitter van de Vajdasági Magyarok Demokratikus Közössége / Demokratska zajednica vojvođanskih Mađara (Democratische Vereniging van de Hongaren van de Vojvodina), een partij die samen met andere als Hongaarse Coalitie aan de verkiezingen deelnam.

## Werken
- Mađarski pogled na Balkan. Južnoslovenske teme i ličnosti u mađarskim listovima, časopisima i beletrističkim knjigama, 1780-1825 (Der ungarische Blick auf den Balkan. Südslawische Themen und Persönlichkeiten in ungarischen Zeitungen, Zeitschriften und belletristischen Büchern 1780–1825), 2008 (ISBN 978-86-87741-01-0)